# Фрізман Леонід Генріхович
Леонід Генріхович Фрізман (нар. 24 вересня 1935, Харків — 27 червня 2018, Харків) — український вчений-літературознавець, педагог, публіцист. Доктор філологічних наук, професор.

## Біографічні відомості
Народився в сім'ї історика-медієвиста й музиканта-хормейстера. У 1941–1944 перебував в евакуації в Уральску.
Закінчив у 1957 Харківський педагогічний інститут (російська мова і література), у 1963 — Харківський державний університет (німецька мова).
У 1957–1970 викладав у школі.
У 1967 — захистив кандидатську дисертацію, у 1987 — докторську дисертацію.
З 1968 — викладає у Харківському педагогічному інституті (університеті), з 1980 — професор, у 1994–2009 — завідувач кафедри.
Серед випускників понад 50-ти докторів та кандидатів філологічних наук.
Автор та укладач 45 книг та близько 550 статей.

## Опубліковані праці

### Книги (авторські)
- Творческий путь Баратынского (1966).
- Жизнь лирического жанра: Русская элегия от Сумарокова до Некрасова / Ответственный редактор Д. Д. Благой. — М.: Наука, 1973. — Академия наук СССР. Серия «Из истории мировой культуры»)
- Поэзия декабристов. М.: Знание, 1974.
- 1812 год в русской поэзии. — М.: Знание, 1987. — 64 с.
- Декабристы и русская литература. — Москва: Издательство «Художественная литература». — 1988. — 304 с.
- «С чем рифмуется слово истина…»: О поэзии А. Галича. — СПб: Ореол, 1992. — 128 с.
- Семинарий по Пушкину. Харьков: Энграм,1995.
- Пушкин и русская журналистика / Л. Г. Фризман, Т. И. Тищенко ; Харьк. гос. пед. ин-т им. Г. С. Сковороды. — Харьков: ХГПУ, 1999. — 75 с. ISBN 966-7542-08-4
- Борис Чичибабин. Жизнь и поэзия. — Харьков: Консум, 1999. — 127 c. (В соавторстве с А. Э. Ходос).
- Эти семь лет. Публицичтические этюды, Харьков, 2000
- М. А. Максимович — литератор / Л. Г. Фризман, С. Н. Лахно ; Акад. пед. наук Украины, Харьк. гос. пед. ин-т им. Г. С. Сковороды. — Х. : ХНАДУ, 2003. — 491 с. ISBN 966-303-006-2
- Научное творчество С. А. Рейсера: научно-популярная литература / Л. Г. Фризман; [Предисл.: Б. Ф. Егоров]. — Харьков: Новое слово, 2005. — 113 с. ISBN 966-8430-49-2
- Предварительные итоги: сб. избр. ст. к 70-летию Л. Г. Фризмана / Л. Г. Фризман; [Предисл.: В. И. Коровин]. — Харьков: Новое слово, 2005. — 598 с. ISBN 966-8430-41-7
- Требовательная любовь А. Т. Ивардовский — литературный критик. Харьков: Новое слово, 2006. (Соавтор — Я. В. Романцова)
- Песня грустного содержания. История русской романтической элегии [Текст]: учеб. пособие / Т. И. Тищенко, Л. Г. Фризман ; Харьк. нац. пед. ун-т им. Г. С. Сковороды. — Харьков: Новое слово, 2008. — 208 с. ISBN 978-966-2046-25-0
- Добрый Дельвиг. Харьков: Новое слово, 2008 (соавтор — Е. Е. Жукова).
- Это было жизнь тому назад … : над страницами получ. писем / Л. Г. Фризман. — Харьков: Новое слово, 2008. — 339 с. ISBN 978-966-2046-59-5
- Уроки Страхова: монография / Л. Г. Фризман, Т. В. Ведерникова. — Харьков: Майдан, 2012. — 188 с. ISBN 978-966-372-426-3
- Многообразие и своеобразие Юлия Кима / Л. Г. Фризман, И. В. Грачева. — Киев: Издательский дом Дмитрия Бураго, 2014. — 212 с. ISBN 978-966-489-261-9
- Такая судьба: Еврейская тема в русской литературе. — Харьков: Фолио, 2015. — 506 с. ISBN 978-966-03-7134-7
- В кругах литературоведов. Мемуарные очерки. - Киев: Издательский дом Дмитрия Бураго, 2017. - 320 с. ISBN 978-966-489-386-9

### Книги (укладання, редагування)
- Катенин П. А. Размышления и разборы. (История эстетики в памятниках и документах). — М: Искусство, 1981. — 374 с.
- Баратынский Е. А. Стихотворения. Поэмы. (Литературные памятники). — М.: Наука, 1982. — 720 с.
- Декабристы: Эстетика и критика: сборник / сост. и примеч. Л. Г. Фризман. — М.: Искусство, 1991. — 491 с. — (История эстетики в памятниках и документах). — Библиогр. в примеч. : с. 434–471. — Указ. имен: с. 472–491. — ISBN 5-210-02459-8
- Баратынский Е. А. Полное собрание стихотворений (Библиотека поэта, большая серия) Спб., 2000. — 528 с.
- Литература. Хрестоматия. 9 класс: методический материал / Сост. Л. Г. Фризман. — 2-е изд., перераб. и доп. — Харків: Ранок: Веста, 2003. — 543 с. — (Круг чтения). ISBN 966-624-204-4
- Литература, 9 : хрестоматия-справ. : 12-лет. шк. новая программа / [сост.]: Л. Г. Фризман. — Харьков: Ранок, 2009. — 591 с. — (Истоки). ISBN 978-966-672-627-1
- Русская и зарубежная литература: крат. изложение содерж. всех произведений новой шк. программы. Тексты всех стихотворений: 7-9 кл. / [Авт.-сост.: Л. Г. Фризман и др.]. — Харьков: Ранок: Веста, 2005. — 587 с. — (Дайджест). ISBN 966-08-0756-2
- Блок и русская литература: [сб. материалов Междунар. науч. конф. «Вечный вне школ и систем», посвящ. 130-летию со дня рождения А. А. Блока, провед. Харк. нац. пед. ун-том им. Г. С. Сковороды, 5-7 октяб. 2010 г.] / Харьк. нац. пед. ун-т им. Г. С. Сковороды ; отв. ред. Л. Г. Фризман. — Харьков: ХНПУ, 2010. — 156 с.
- Чичибабин Б. В стихах и прозе / изд. подгот. : Л. С. Карась-Чичибабина, Л. Г. Фризман ; Рос. акад. наук. — М.: Наука, 2013. — 567 с. — (Литературные памятники). — ISBN 978-5-02-038097-4

## Звання та нагороди
- Відмінник народної освіти України.

## Сім'я
- Мати: Гершман Дора (Доба) Абрамівна (1908–2004) — доцент Харківського інституту мистецтв (головний хормейстер Оперної студії).
- Батько: Фрізман Генріх Венеціанович (1907—1993) — історик-медієвист, доцент Харківського университета.
- Син: Фрізман Ігор Леонідович ,(1963 - 2004) - створив український бренд жіночого одягу frizman
- Онук: Фрізман Олексій Ігоревич  (нар. 1987)